# Team Marseille 13 KTM/Saison 2015
Dieser Artikel listet Erfolge und Fahrer des Radsportteams Team Marseille 13 KTM in der Saison 2015 auf.

## Erfolge in der UCI Europe Tour
| Datum         | Rennen                                  | Kat. | Fahrer                |
| ------------- | --------------------------------------- | ---- | --------------------- |
| 15. April     | Paris–Camembert                         | 1.1  | Julien Loubet         |
| 12. April     | 3. Etappe Circuit des Ardennes          | 2.2  | Mannschaftszeitfahren |
| 10.–12. April | Gesamtwertung Circuit des Ardennes      | 2.2  | Evaldas Šiškevičius   |
| 6.–10. Mai    | Gesamtwertung Quatre Jours de Dunkerque | 2.HC | Ignatas Konovalovas   |

## Erfolge in der UCI Asia Tour
| Datum            | Rennen                                          | Kat. | Fahrer              |
| ---------------- | ----------------------------------------------- | ---- | ------------------- |
| 24. Oktober      | 5. Etappe Tour of Hainan                        | 2.HC | Benjamin Giraud     |
| 10. November     | 1. Etappe Tour of Yancheng Coastal Wetlands     | 2.2  | Evaldas Šiškevičius |
| 10.–11. November | Gesamtwertung Tour of Yancheng Coastal Wetlands | 2.2  | Evaldas Šiškevičius |

## Abgänge – Zugänge
| Zugänge             | Team 2014                 | Abgänge            | Team 2015               |
| ------------------- | ------------------------- | ------------------ | ----------------------- |
| Ignatas Konovalovas | MTN Qhubeka               | José Gonçalves     | Caja Rural-Seguros RGA  |
| Alexandre Blain     | Raleigh-GAC               | Domingos Gonçalves | Efapel-Glassdrive       |
| Julien Loubet       | GSC Blagnac-Velo Sport 31 | Julien Antomarchi  | Roubaix Lille Métropole |
| Clément Penven      | Neoprofi                  | Justin Jules       | Veranclassic-Ekoï       |
|                     |                           | Thomas Vaubourzeix | Veranclassic-Ekoï       |
|                     |                           | Thomas Rostollan   | AVC Aix-en-Provence     |
|                     |                           | Antoine Lavieu     | Charvieu-Chavagneux IC  |

## Mannschaft
| Name                 | Geburtstag        | Nationalität |              |
| -------------------- | ----------------- | ------------ | ------------ |
| Alexandre Blain      | 7. März 1981      | Frankreich   |              |
| Rémy Di Gregorio     | 31. Juli 1985     | Frankreich   |              |
| Julien El-Farès      | 1. Juni 1985      | Frankreich   |              |
| Benjamin Giraud      | 23. Januar 1986   | Frankreich   |              |
| Ignatas Konovalovas  | 8. Dezember 1985  | Litauen      |              |
| Julien Loubet        | 11. Januar 1985   | Frankreich   |              |
| Yoann Paillot        | 28. Mai 1991      | Frankreich   |              |
| Clément Penven       | 27. Januar 1987   | Frankreich   |              |
| Clément Saint Martin | 16. August 1991   | Frankreich   |              |
| Evaldas Šiškevičius  | 30. Dezember 1988 | Litauen      |              |
| Grégoire Tarride     | 10. Juli 1991     | Frankreich   |              |
| Stagiaires           | Stagiaires        | Nationalität | Nationalität |
| Martin Laas          | Martin Laas       | Estland      |              |
| Yoann Verardo        | Yoann Verardo     | Frankreich   |              |